# Качина

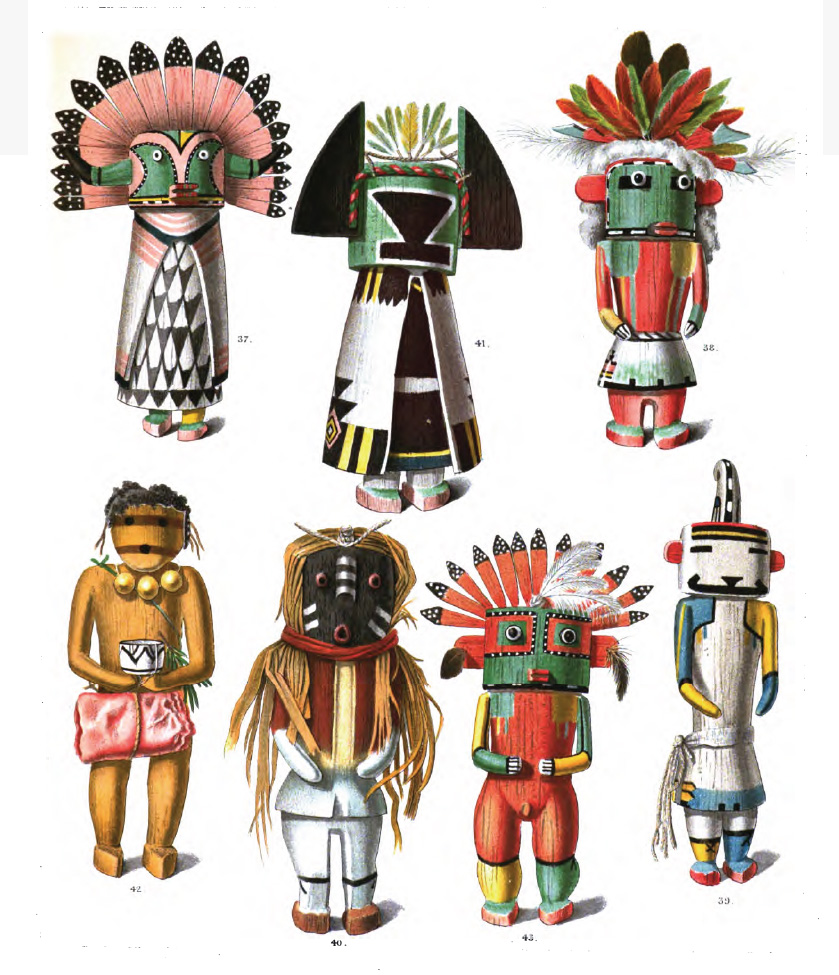
Рисунок, изображающий кукол-качина, из книги 1894 г. по антропологии.

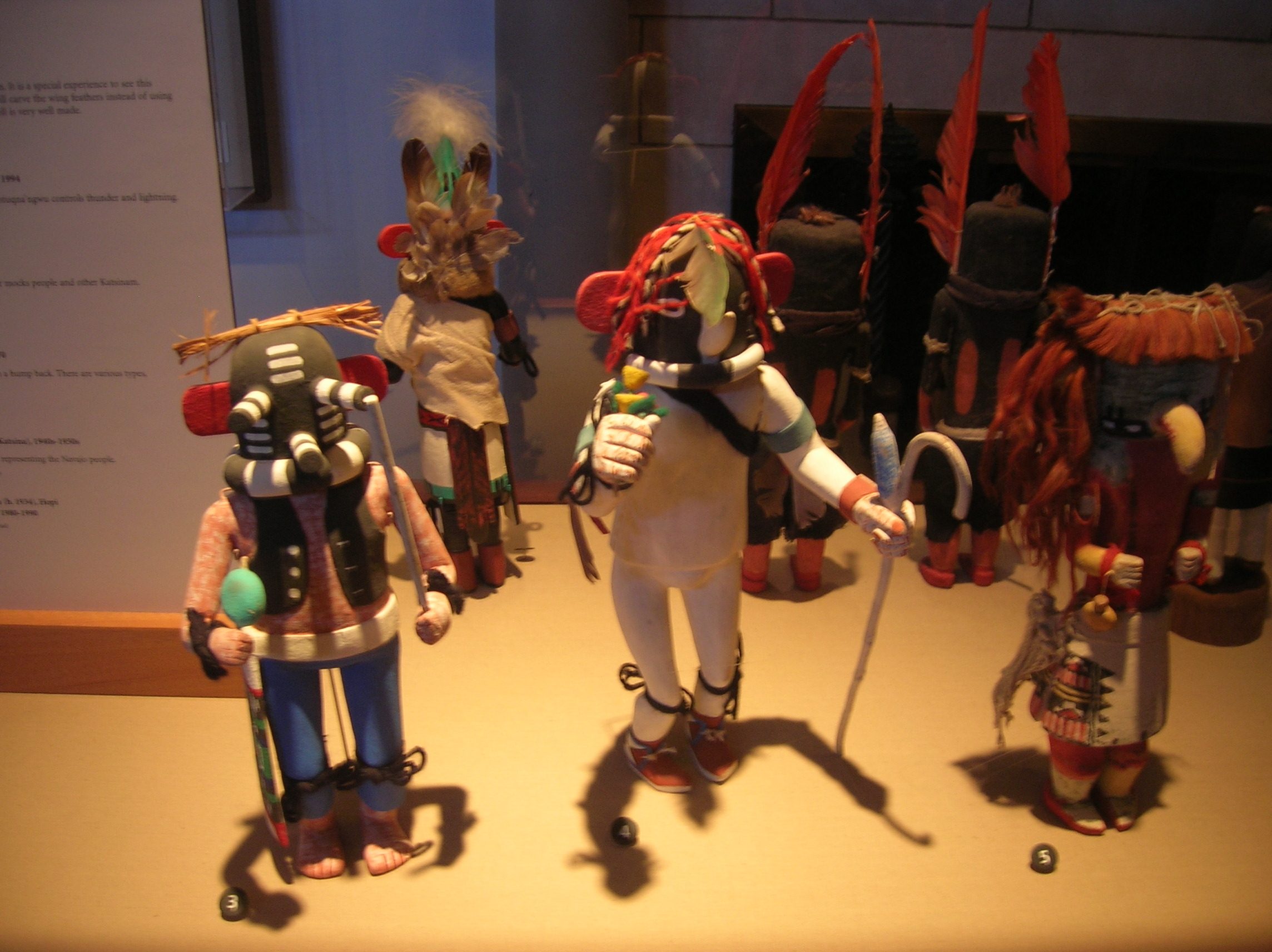
Куклы-качина в музее Хёрда, г. Финикс, Аризона.

Качина (англ. kachina; kəˈtʃiːnə, katsina, qacína, /kətˈsiːnə/, множ. ч. katsinim /kətˈsiːnɨm/) — духи в космологии и религии, первоначально распространённый у западных пуэбло,. Впоследствии культ распространился в мифологии остальных народов пуэбло и навахо. Индейцы-пуэбло изготавливают куклы-качина, которые ранее играли церемониальную роль, а в настоящее время являются одним из предметов сувенирной торговли.
Крупную коллекцию кукол-качина собрал известный американский политик Барри Голдуотер. В настоящее время данная коллекция хранится в музее Хёрда.